# توکای نوک‌‌سیاه
توکای نوک‌سیاه (نام علمی: Turdus ignobilis) پرنده‌ای از خانواده توکایان و بومی کلمبیا است و همچنین در سراسر ونزوئلا، سپر گویانا و آمازون غربی پراکنده‌است.